# Geodia geodina
Espèce
Geodia geodina est une espèce d'éponges de la famille des Geodiidae présente en mer Méditerranée et dans l'océan Atlantique près des côtes de l'Afrique.

## Taxonomie
L'espèce est décrite en 1868 par Eduard Oscar Schmidt sous le protonyme Stelletta geodina. Son lectotype vient de la Méditerranée occidentale.
L'espèce Geodia anceps est considérée comme synonyme de Geodia geodina depuis 2024.
Geodia geodina a pour synonymes :
- Cydonium geodina (Schmidt, 1868)
- Geodia anceps (Vosmaer, 1894)
- Isops anceps (Vosmaer, 1894)
- Sidonops geodina (Schmidt, 1868)
- Stelletta geodina Schmidt, 1868
- Synops anceps Vosmaer, 1894

### Publication originale
- (de) O. Schmidt, Die Spongien der Küste von Algier. Mit Nachträgen zu den Spongien des Adriatischen Meeres (Drittes Supplement), Leipzig, Wilhelm Engelmann, 1868, 44 p., p. 21-22.